# Aurora (Suriname)
Aurora é uma cidade do Suriname, localizada no distrito de Sipaliwini, junto ao rio Suriname, a 71m do nível do mar.